# Huadquina
Huadquina is een geslacht van hooiwagens uit de familie Gonyleptidae.
De wetenschappelijke naam Huadquina is voor het eerst geldig gepubliceerd door Roewer in 1930. 

## Soorten
Huadquina is monotypisch en omvat slechts de volgende soort:
- Huadquina huadquinae